# Cleidogona eulalia
Cleidogona eulalia är en mångfotingart som beskrevs av Shear 1982. Cleidogona eulalia ingår i släktet Cleidogona och familjen Cleidogonidae. Inga underarter finns listade i Catalogue of Life.